# Liendense Waard
De Liendense Waard is een natuurontwikkelingsgebied in de uiterwaarden van de Maas tussen Batenburg en Niftrik. Het gebied is ontwikkeld door Rijkswaterstaat in het kader van het project Ruimte voor de Rivier. Een oude Maasarm die bij de kanalisatie van de Maas was dichtgegooid werd opnieuw uitgediept en er werden enkele nieuwe poelen uitgegraven. Het hele terrein tot aan de dijk doet nu dienst als overloopgebied.
De natuur die zich hier ontwikkelt, is te beschrijven als een combinatie van ruig grasland, dat wordt begraasd door een oud runderras, en ooibos van voornamelijk wilgen en elzen. Een deel van het gebied is plasdrasterrein dat veel steltlopers en weidevogels aantrekt. Ook trekvogels verblijven in groten getale in de Liendense Waard. Vogelliefhebbers bezoeken het gebied dan ook regelmatig; vanaf de dijk is goed zicht op het plasdrasgebied.
Het gebied is eigendom van Rijkswaterstaat.

## Afbeeldingen

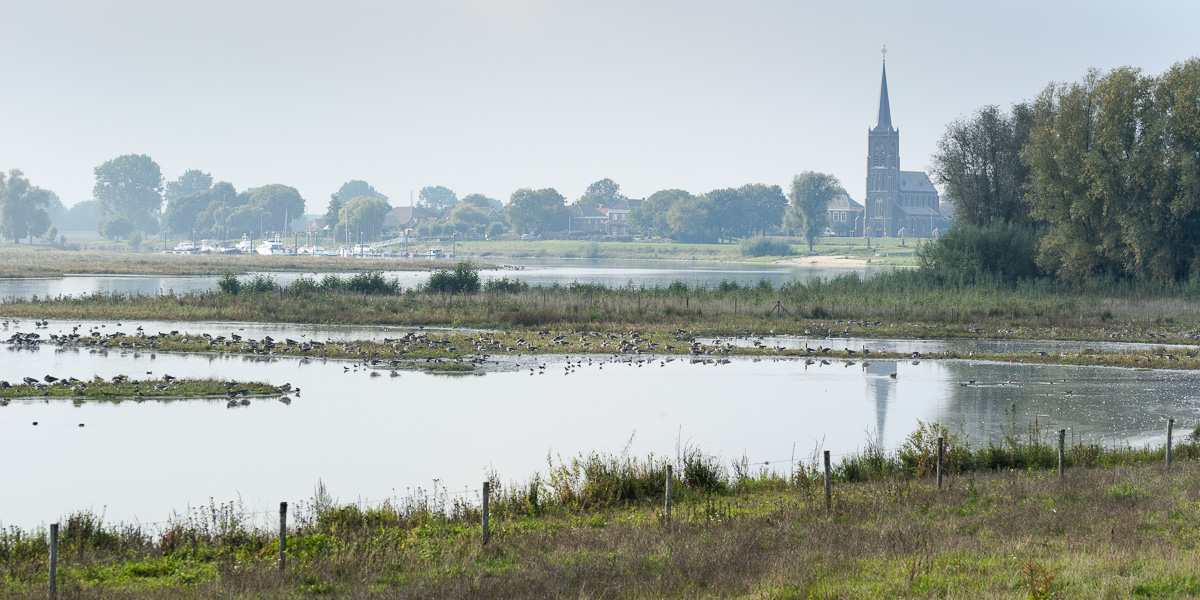
Zicht op de Liendense Waard, met haventje en Sint-Victorkerk van Batenburg op de achtergrondZicht op het plasdrasgebied in de Liendense Waard, zomer 2021
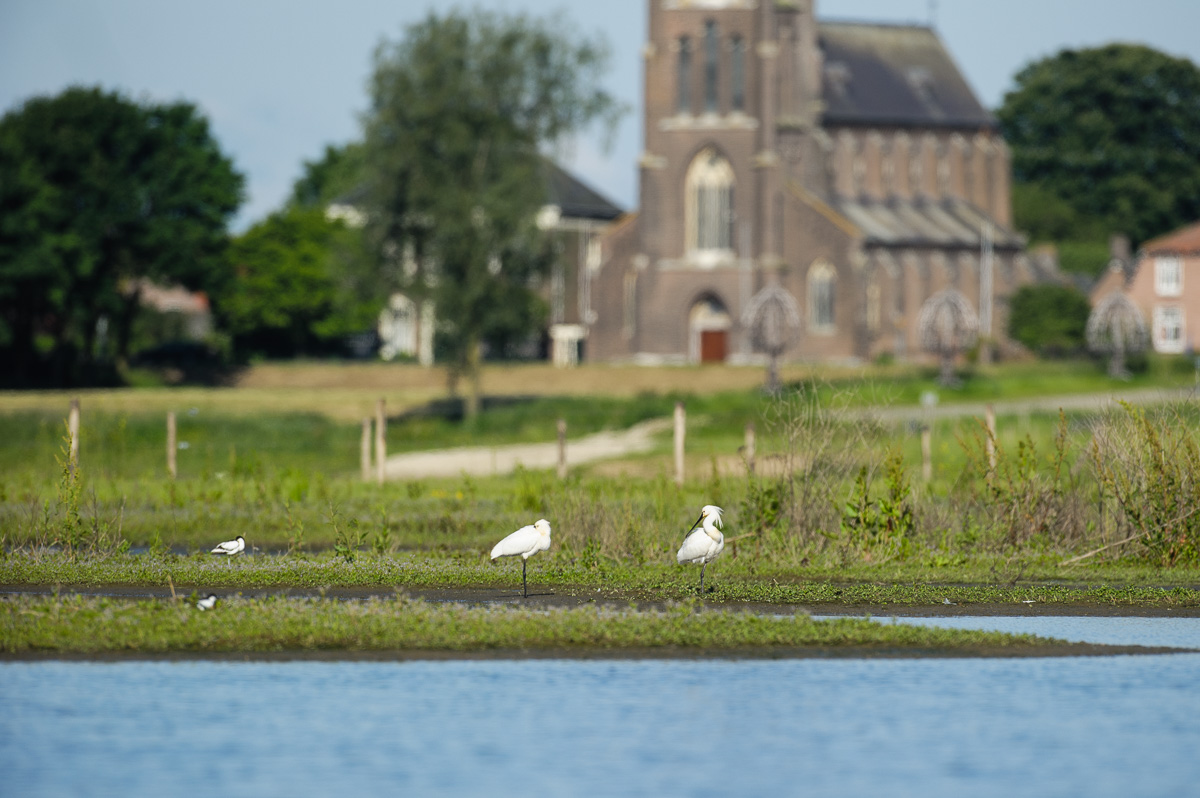
Lepelaars en kluut in de Liendense Waard en de Maas, tegen de achtergrond van de St-Victorkerk in Batenburg
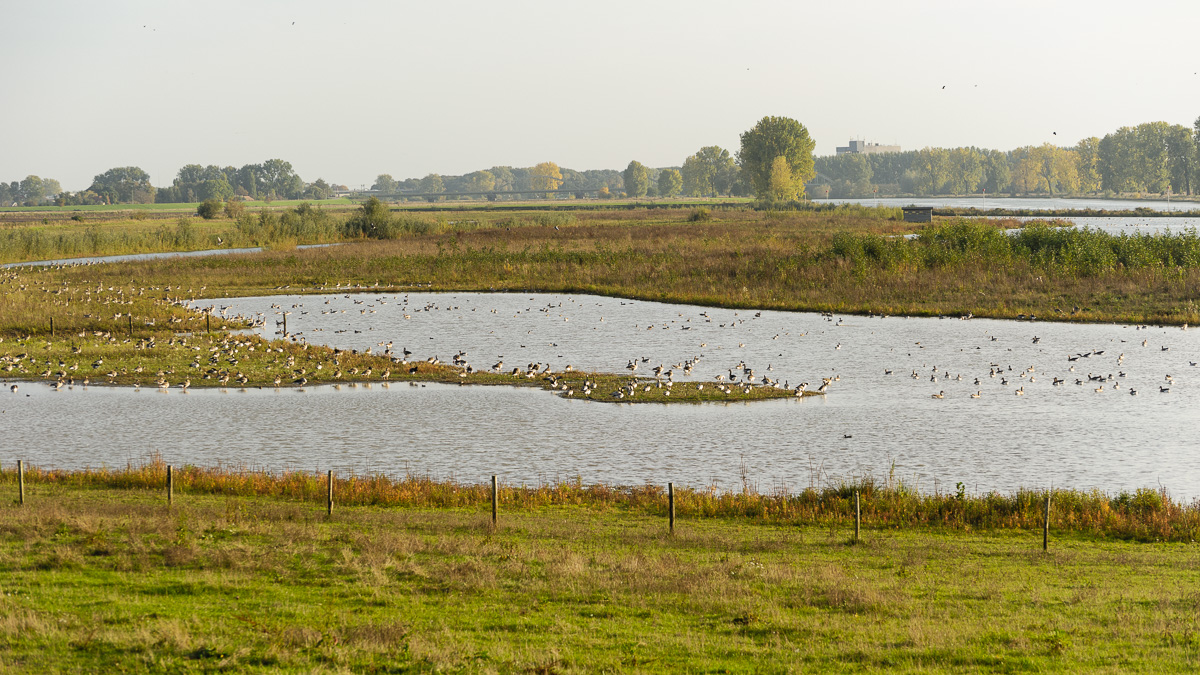
Zicht op de Liendense Waard en de Maas richting Ravenstein in 2011.